# Cicer rechingeri
Cicer rechingeri är en ärtväxtart som beskrevs av Dieter Podlech. Cicer rechingeri ingår i släktet kikärter, och familjen ärtväxter. Inga underarter finns listade i Catalogue of Life.